# Steffen Amme
Steffen Amme (* 1977 in Staßfurt) ist ein deutscher Kommunalpolitiker (WIDAB). Er ist seit dem 12. Juli 2022 Oberbürgermeister der Stadt Aschersleben.

## Werdegang
Steffen Amme wuchs in Staßfurt auf. Er beendete seine Schullaufbahn mit dem Abitur. Danach absolvierte er ein Biologiestudium, das er erfolgreich als Diplom-Biologe abschloss.
Amme ist verheiratet und Vater von drei Kindern.

## Kommunalpolitik
Steffen Amme ist Mitglied der Wählerinitiative Die Aschersleber Bürger (WIDAB). Er ist seit einigen Jahren Vorsitzender des Verwaltungsrats der Aschersleber Kulturanstalt (AÖR) sowie auch Mitglied verschiedener Ausschüsse von mehreren Gesellschaften mit städtischer Mehrheitsbeteiligung. Er ist zudem Mitglied in zahlreichen Vereinen.
Bei der Wahl zum Oberbürgermeister am 8. Mai 2022 erzielte Amme bei insgesamt fünf Kandidaten mit 45,60 % die meisten Stimmen. Bei der darauffolgenden Stichwahl am 22. Mai 2022 erreichte er 62,98 % der Stimmen und konnte sich damit gegen Martin Lampadius (parteilos) durchsetzen, der auf 37,02 % der Stimmen kam. Amme folgte damit auf Andreas Michelmann (WIDAB), der bereits seit 1994 im Amt war. Sein Amtsantritt als Oberbürgermeister erfolgte am 12. Juli 2022.